# 카팅가저녁쥐
카팅가저녁쥐(Calomys expulsus)는 비단털쥐과에 속하는 남아메리카 설치류이다. 브라질 동부의 토착종으로 앞이 트인 사바나 지역(세하두 지역)과 가시 관목 지대(카팅가 지역) 서식지에서 발견된다. 핵형은 2n=66, FN=68이다. 이전에는 큰저녁쥐와 동일종으로 간주했지만, 큰저녁쥐의 핵형은 2n=50, FN=66이다.